# José Dinarés
José Antonio Dinarés Massagué, född 5 januari 1940 i Terrassa, är en spansk före detta landhockeyspelare.
Dinarés blev olympisk bronsmedaljör i landhockey vid sommarspelen 1960 i Rom.